# Springer Bach
| Zuläufe und Bauwerke \| Springer Bach \| Springer Bach \| Springer Bach \| \| -------------- \| ------------- \| -------------------- \| \| Legende \| \| \| \| Wuppertal \| \| Wuppertal \| \| \| \| \| \| \| \| \| \| \| \| \| \| \| \| \| \| Barmer Bahnhof \| \| Elberfeld–Dortmund \| \| Opernhaus \| \| Historisches Zentrum \| \| Bundesstraße 7 \| \| \| \| Wupper \| \| \| |  |                      |
| Springer Bach |  |                      |
| Legende |  |                      |
| Wuppertal |  | Wuppertal            |
| |  |                      |
| |  |                      |
| |  |                      |
| |  |                      |
| Barmer Bahnhof |  | Elberfeld–Dortmund   |
| Opernhaus |  | Historisches Zentrum |
| Bundesstraße 7 |  |                      |
| Wupper |  |                      |

Der Springer Bach ist ein linker Zufluss der Wupper im Stadtbezirk Barmen der nordrhein-westfälischen Großstadt Wuppertal.

## Geographie

### Verlauf
Seinen Ursprung hat der Springer Bach auf 273 Meter ü. NN an der Oberen Lichtenplatzer Straße in der Kleingartenanlage Im Springen im Wohnquartier Lichtenplatz.
Er fließt in nordwestliche Richtung und verschwindet nach wenigen Metern in einer Dole. Bis zu seiner Mündung kommt er nicht mehr an die Oberfläche. Sein künstlicher Verlauf führt den Bach unterhalb den Straßen Zanellastraße, Springer Straße und Engelsstraße talwärts. Er unterquert westlich des Barmer Bahnhofs die Bahnstrecke Elberfeld–Dortmund, fließt zwischen dem Opernhaus und dem Historischen Zentrum mit dem Engels-Haus hindurch und erreicht hinter der Bundesstraße 7 nach ca. 1,1 Kilometern auf 152 Meter ü. NN die Wupper.

### Einzugsgebiet
Das 56,8 ha große Einzugsgebiet des Springer Bachs liegt im Süderbergland und wird durch ihn über die Wupper und den Rhein zur Nordsee entwässert.
Es grenzt
- im Osten an das Einzugsgebiet des Fischertaler Bachs, der in die Wupper mündet;
- im Südosten an das des Murmelbachs, der ebenfalls in die Wupper mündet;
- im Südwesten an das des Wupper-Zuflusses Kothener Bach und
- ansonsten an das der Wupper direkt.